# Горрево, Лоран де
Лора́н I де Горрево́ (фр. Laurent I de Gorrevod; ок. 1470 — 6 августа 1529, Барселона), граф де Пон-де-Во, герцог ди Нола — государственный деятель и дипломат Габсбургских Нидерландов и Испанской империи.

## Биография
Сын савойского рыцаря Жана де Горрево, принадлежавшего к младшей линии старинного савойского дома де Горрево, и Жанны де Лориоль-Шаль, брат кардинала Луи де Горрево.
Виконт де Сален, барон де Монтане и Куркондре, сеньор де Горрево, Шаламон, Жербе, Бельмон, Сермуайе и Ле.
Начал придворную карьеру благодаря протекции дяди по материнской линии Жана де Шаля, губернатора Бресса. Впервые упоминается в грамоте о привилегиях, данных графом Баже и сеньором Бресса Филибертом Добрым 8 октября 1497 оружейным мастерам Сен-Тривье-де-Курта, где назван конюшим герцогской конюшни.
9 ноября, став герцогом Савойи, Филиберт утвердил советника и камергера Лорана де Горрево в должности конюшего, с жалованием в 600 савойских флоринов, и тот, по-видимому, находился при особе сеньора весь период его правления (1497—1504).
19 мая 1498 участвовал в турнире, устроенном герцогом в Женеве. Предположительно, участвовал в походе герцога Савойского вместе с армией Людовика XII против Лодовико Моро в 1499 году. Упомянут в трактате о Лиге, заключённой в Шаторено между кардиналом Амбуазом, представлявшим короля Франции, и графом Луи де Лашамбром, представителем Савойи. В протоколе от 13 мая 1499 Лоран, ставший в том году великим конюшим, назван четвёртым из шести вельмож Шамберийского двора, которым король назначил пенсионы (расписался в получении 400 ливров).
В том же году Лоран сменил Жака де Бюсси, сеньора д’Эриа, в должности шателена Сен-Тривье-де-Курта, которая приносила значительный доход, будучи, в основном, почётной. Сохранил этот пост до конца жизни. Около 1512 года также получил должность великого шателена Пон-де-Во.
В первые году XVI века стал приближённым новой герцогини Савойи Маргариты Австрийской, фактически возглавившей правительство. 11 июня 1502 присутствовал на церемонии передачи священной плащаницы из францисканского монастыря Шамбери в капеллу герцогского замка.
25 октября 1504 Лоран сменил своего дядю, подавшего в отставку по возрасту, на посту губернатора и великого бальи Бресса.
После прихода к власти герцога Карла II Маргарита утратила влияние. Новый правитель пытался отобрать её вдовью долю — доходы с Бресса, земли Во и Фокиньи, составлявшие 12 тыс. золотых экю в год. Лоран де Горрево, барон де Монтане, принимал активное участие в переговорах по этому вопросу. 12 января 1505 герцог поручил ему вместе с Гийомом де Люрьё, сеньором де Монвераном, выработать на переговорах в Пон-д’Эне с бургундскими послами, представлявшими императора, условия трактата о вдовьей доле. Для ускорения переговоров Маргарита выехала в Бургундию, затем отправилась к отцу в Германию. Под давлением последнего Карл II был вынужден уступить, и 5 мая 1505 года в Страсбурге был подписан компромисс, по которому Маргарита также получила ранее конфискованное у Рене Савойского графство Виллар и сеньорию Гурдан.
Барон де Монтане помогал экс-герцогине в организации строительных работ в Бру, где по обету сначала была возведена церковь, 27 августа 1506 переданная монахам-августинцам, организовавшим там обитель, а затем построен знаменитый готический храм.
В марте 1507 Маргарита Австрийская покинула Савойю, возглавив управление Габсбургскими Нидерландами. Лоран де Горрево стал одним из её ближайших советников. 21 декабря 1507 вместе с Жаном де Бергом, Жаном Ле-Соважем и другими представителями Нидерландов, подписал в Кале «договор о лиге и конфедерации» с английскими послами. Затем барон де Монтане был послан в Савойю для урегулирования вопросов о финансовых поступлениях из Бресса, а в последних числах декабря в составе чрезвычайного посольства сеньора де Берга, канцлера Ле-Соважа, доктора Сижисмона Флуга, секретаря Жиля ван ден Дамме и гербового короля Золотого руна Тома Изаака отправился ко двору Генриха VII, на дочери которого Марии Жан де Берг должен жениться по представительству от имени герцога Карла Габсбурга.
В 1509 году Лоран совершил длительную поездку в своё губернаторство в Бресс, в ходе которой женился вторым браком, вернулся в Нидерланды в феврале 1510 года, после чего несколько лет находился при особе правительницы в качестве советника и камергера. Вскоре он был назначен шефом и генерал-губернатором личных владений и финансов принцессы, приняв управление землями в Савойе, а также пожалованными Максимилианом дочери в пожизненное владение графствами Бургундией и Шароле, землями и сеньориями Сален, Нуайе, Шатель-Шинон, Шоссен и Ла-Перьер.
В 1510 году Лоран де Горрево приобрёл во Франш-Конте владения Коркондре и Марне, а в апреле 1512 получил должность управляющего солеварнями Салена, которую сохранял до 1524 года.
В 1513 году принимал активное участие в решении миланского вопроса, вступившего в решающую фазу после возвращения 19 декабря 1512 года Массимилиано Сфорца в столицу герцогства, а также в заключении союза с Англией.
5 апреля в Мехеленском дворце с английскими послами вице-канцлером Джоном Янгом, Томасом Болейном и Ричардом Уингфилдом был подписан союзный договор, к которому присоединились папа Лев X, император Максимилиан и Фердинанд Арагонский. Лоран де Горрево участвовал в подписании вместе с Жаном де Бергом, Жираром де Пленом и Тома Спинелли.
С началом военных действий Горрево, по-видимому, был поставлен во главе разведывательной службы и осуществлял связь между Маргаритой, её отцом и королём Англии. После победы при Гинегате и взятия Теруана он до прибытия Жана де Берга был назначен арбитром для урегулирования разногласий английских комиссаров с послами Фердинанда, недовольными позицией Англии. После взятия Турне и отъезда Генриха VIII урегулировал вопрос о жаловании войскам.
3 августа 1515 в Большом зале Брюссельского дворца состоялась церемония эмансипации юного герцога Карла, который затем посетил важнейшие города Нидерландов. Лоран де Горрево сопровождал принца в этой поездке, а затем добился от герцога Савойского присоединения, в качестве союзника Испании, к договору с королём Франциском, подписанному сеньором де Шьевром в Париже. Этот успех значительно поднял его кредит при Мехеленском дворе, но вскоре Лоран выступил против попыток его покровительницы начать собственный соляной бизнес в районе Лон-Ле-Сонье и в земле Во, заставив Маргариту, ради сохранения Саленской монополии, ликвидировать производство в её доменах.
При нидерландском дворе началась борьба за влияние между Маргаритой Австрийской и группировкой сеньора де Шьевра, настаивавшего на значительных уступках в пользу Франции и добившегося победы. Уязвленная правительница представила 20 августа 1515 на совете записку со своими жалобами и напоминанием об оказанных государству услугах. Документ был зачитан в присутствии суверена и нескольких сеньоров: пфальцграфа, Равенштейна, Шиме, Шьевра, Сампи, Монревеля и Горрево. Карл обещал удовлетворить её претензии, но ничего не сделал, а Шьевр со своими сторонниками к началу следующего года почти полностью отстранили Маргариту от руководства.
Лоран де Горрево вместе со своим другом савойцем Меркурино ди Гаттинарой вошёл в состав совета нового суверена. О деятельности барона де Монтане в 1516—1517 годах, времени активной дипломатической работы габсбургских агентов, ничего определённого не известно. 6 ноября 1516 Лоран де Горрево на капитуле в Брюсселе был избран в число рыцарей ордена Золотого Руна. 14 ноября он получил должность хранителя печати эрцгерцогини, а также был назначен почётным дворянином и управляющим её дворца, на место Ги де Лабома, графа де Монревеля.
7 сентября 1517 Лоран де Горрево отплыл из Флиссингена в Испанию в свите Карла Габсбурга. При испанском дворе он выступал в роли посредника и осведомителя Маргариты. Присутствовал на коронации в Вальядолиде. В конце 1519 Лоран вернулся в Нидерланды, и вскоре уехал в Бурк-ан-Брес, где 9 февраля 1520 его шурин Жан Филибер де Лапалю, граф де Варакс и де Ла-Рош, сеньор де Варамбон, продал ему графство и виконтство Сален за 3500 франков. Тогда же он добился от Маргариты права иметь часовню в церкви Бру, где была создана усыпальница дома де Горрево.
Пребывание Лорана в Брессе и Франш-Конте было недолгим, так как Римский король вскоре вызвал его во Фландрию. 1 июля во Флиссингене Лоран де Горрево участвовал в церемонии приёма Карлом, Маргаритой и Фердинандом послов Венеции и Савойи, герцогов Саксонии, Брауншвейга и других имперских князей.
28 января 1521 в Женеве герцог Савойский, браку которого с португальской принцессой Лоран содействовал, возвёл его в титул графа де Пон-де-Во. Вскоре Карл V назначил его маршалом Бургундии, а 31 марта 1522 великим магистром императорского дворца.
Перейдя на императорскую службу, Лоран де Горрево участвовал в Вормсском рейхстаге, конференциях в Толедо в июле-августе 1525, и переговорах в Мадриде в октябре того же года. После подписания Мадридского договора император направил графа де Пон-де-Во в качестве своего наместника и генерал-губернатора принять присягу у жителей обеих Бургундий. Штаты герцогства Бургундского отказались переходить под власть Карла V, и Лоран де Горрево провёл полтора года в графстве, договорился о нейтралитете со швейцарцами и вмешался в декабре 1527 — январе 1528 в дела Безансона. Отозванный 2 октября 1528 и вернувшийся к исполнению функций великого магистра, он присоединился к Карлу V в Испании и умер 6 августа 1529 в Барселоне, во время подготовки к отплытию в Италию. Его останки, в соответствии с завещанием, были перевезены в Бру и погребены в часовне, недалеко от гробницы Маргариты Австрийской.
По утверждению Самюэля Гишнона, в одной из статей Камбрейского мира 1529 года указывалось, что владение Шаламон в Домбе, приобретённое Лораном у коннетабля Бурбона 5 февраля 1525 в Толедо, остаётся в его собственности. Также император пожаловал ему герцогство Нола на Сицилии и рудники в Бискайе, оцениваемые в миллион ливров.
В историографии Лоран де Горрево рассматривается, как предшественник Никола Перрено де Гранвеля в деле организации габсбургской политики во Франш-Конте.

## Семья
1-я жена: Филиппа де Лапалю (ум. 1508), дочь Юга де Лапалю, графа де Варакса, виконта де Сален, маршала Савойи, и Антонии де Полиньяк.
Брачный контракт был подписан 18 февраля 1504 в замке Кариньян в присутствии Филиберта Доброго и Маргариты Австрийской, вдовствующей герцогини Бьянки Монферратской и большого числа знатных особ.
Единственный ребёнок от этого брака умер во младенчестве.
2-я жена: Клод де Ривуар (ум. 30.11.1535, Безансон), единственная дочь и наследница Луи де Ривуара, рыцаря, сеньора де Ривуар, Жербе, Ле, Бельмон и Домессен, и Маргариты д’Альбон, вдова Антуана де Бельтрюша, сеньора-соправителя Аннюи, Корнийона, Марто, губернатора Ниццы и Турина. Придворная дама Маргариты Австрийской.
Брачный контракт был подписан 30 июня 1509 в Монлюэль-ан-Бресс.
Будучи бездетным, Лоран де Горрево по завещанию, составленному 26 мая 1527 в Марне, отказал свои савойские владения кузену Арману де Горрево, конюшему, сыну Жана-Доната де Горрево, сеньора де Конд и Салан, камергера императора Максимилиана и дворянина свиты Маргариты Австрийской. В силу того же завещания брат Армана Жан, сеньор де Салан и дю Фур, был назначен универсальным легатарием, получив основную часть владений Лорана, которая находилась во Франш-Конте. По условиям завещания земли, титулы и герб переходили к мужскому потомству Жана, а в случае, если бы у него не было сыновей, или у его сыновей не было бы мужского потомства, наследницей должна была стать на выбор одна из дочерей, при условии, что она будет носить имя и герб рода.
Этим условием воспользовался в 1681 году Шарль-Луи де Бофремон, потомок Жанны де Горрево, старшей дочери Жана, предъявивший после смерти последнего представителя дома права на наследство.
Внебрачная дочь:
- Пернетта де Горрево, дама де Нан во Франш-Конте. Муж 1): Клод II де Горрево, сеньор де Тире; 2): Шарль-Филибер де Монжуван, сеньор де Монжуван и Лаперуз.

## Комментарии
1. ↑  По сведениям отца Ансельма, Лоран приобрёл сеньорию Пон-де-Во у герцога Савойского, в обмен на сеньории Атталан в Швейцарии и Монреаль в Пьемонте, и в тот же день Пон-де-Во и барония Монтане были возведены в ранг графства (Père Anselme, pp. 662—663)